# Badina Escudera
Badina Escudera este o arie protejată (arie specială de conservare — SAC, sit de importanță comunitară — SCI) din Spania întinsă pe o suprafață de 157,99 ha, integral pe uscat.

## Localizare
Centrul sitului Badina Escudera este situat la coordonatele 42°15′58″N 1°42′08″W / 42.2662°N 1.7023°V.

## Înființare
Situl Badina Escudera a fost declarat sit de importanță comunitară în martie 1999 pentru a proteja 29 de specii de animale. Situl a fost protejat și ca arie specială de conservare în noiembrie 2016.

## Biodiversitate
Situată în ecoregiunea mediteraneană, aria protejată conține 8 habitate naturale: Pășuni mediteraneene udate de apa mării (Juncetalia maritimi), Lacuri eutrofice naturale cu vegetație de tip Magnopotamion sau Hydrocharition, Salicornia și alte specii anuale care populează regiunile mlăștinoase și nisipoase, Pajiști umede mediteraneene cu ierburi înalte de Molinio-Holoschoenion, Iazuri temporare mediteraneene, Ape puternic oligomezotrofe cu vegetație bentonică cu Chara spp., Tufărișuri halofile mediteraneene și termo-atlantice (Sarcocornetea fruticosi), Galerii și tufărișuri riverane sudice (Nerio-Tamaricetea și Securinegion tinctoriae).
La baza desemnării sitului se află mai multe specii protejate:
- păsări (26): fluierar de munte (Actitis hypoleucos), rață pitică (Anas crecca), stârc cenușiu (Ardea cinerea), stârc roșu (Ardea purpurea), rață-cu-cap-castaniu (Aythya ferina), Bubulcus ibis,  prundaș gulerat mic (Charadrius dubius), prundaș gulerat mare (Charadrius hiaticula), erete de stuf (Circus aeruginosus), erete vânăt (Circus cyaneus), gușă vânătă (Cyanecula svecica), becațină comună (Gallinago gallinago), piciorong (Himantopus himantopus), stârc pitic (Ixobrychus minutus), grelușel-de-zăvoi (Locustella luscinioides), rață cu ciuf (Netta rufina), codroșul de pădure (Phoenicurus phoenicurus), ploier auriu (Pluvialis apricaria), pițigoi-pungar (Remiz pendulinus), mărăcinar (Saxicola rubetra), Spatula clypeata, rață cârâitoare (Spatula querquedula), fluierarul de zăvoi (Tringa ochropus), fluierarul cu picioare roșii (Tringa totanus), nagâț (Vanellus vanellus), Zapornia pusilla
- mamifere (2): vidră de râu (Lutra lutra), nurcă (Mustela lutreola)
- reptile (1): țestoasa de baltă (Emys orbicularis)

Pe lângă speciile protejate, pe teritoriul sitului au mai fost identificate 3 specii de păsări, 3 specii de amfibieni.